# Пам'ятник Тарасові Шевченку (Краматорськ)
Пам'ятник Тарасові Шевченку — монумент, поставлений на честь видатного українського поета Тараса Григоровича Шевченко, встановлений 27 вересня 2008 року, в місті Краматорськ Донецької області України. Автор пам'ятника — скульптор Іван Базилевський.

## Галерея

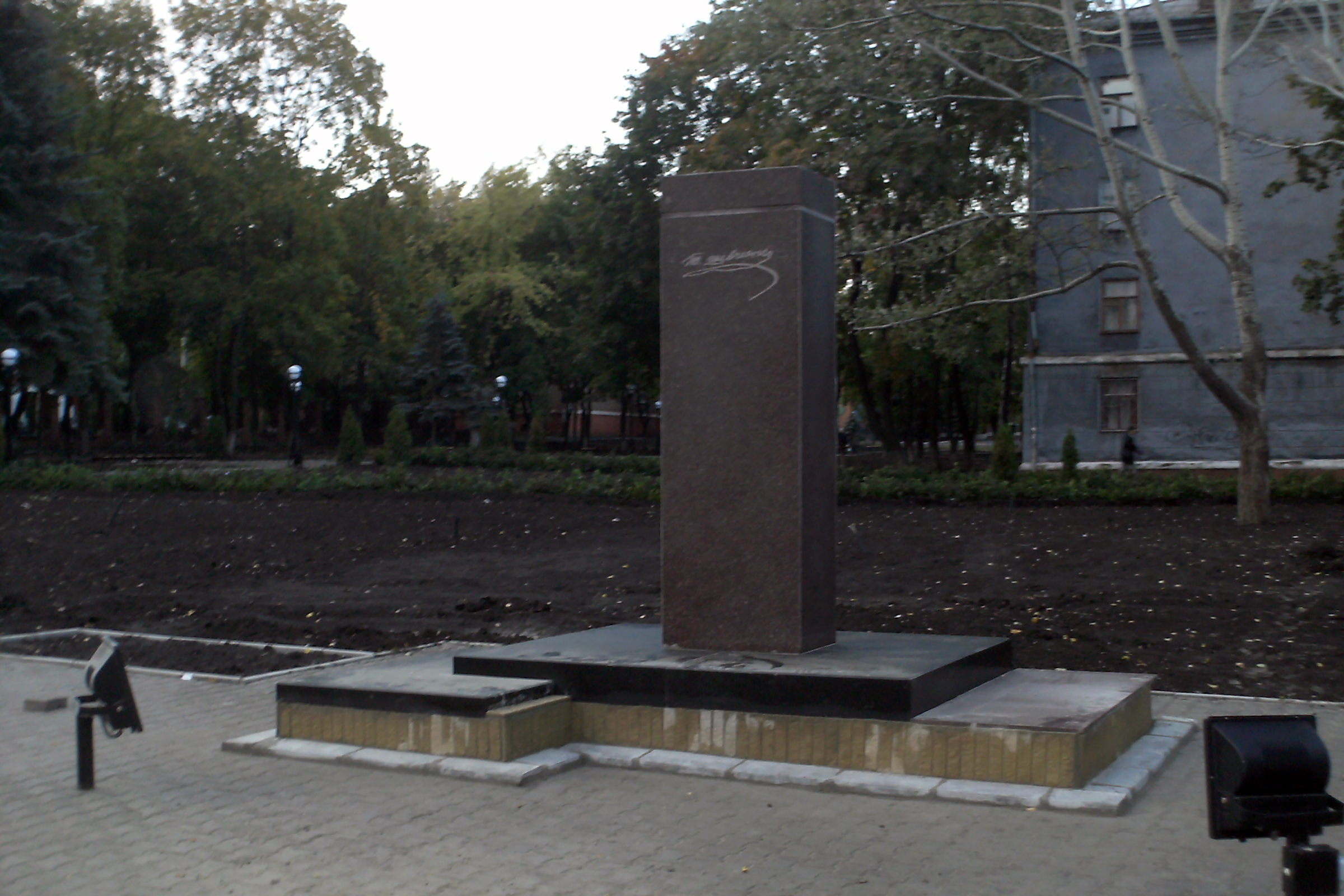
постамент пам'ятника за день до відкриття
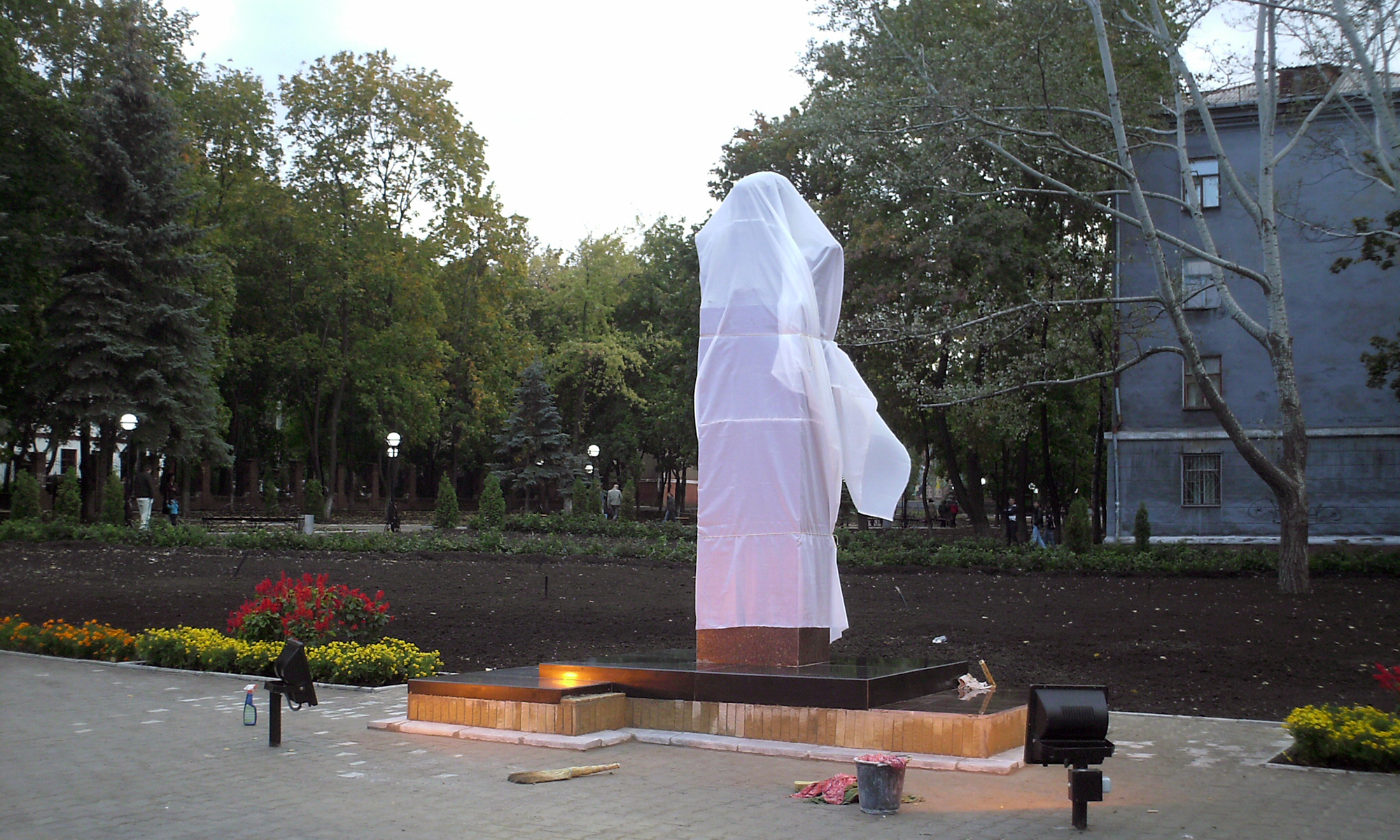
підготовка пам'ятника до відкриття

## Цікаві факти
- Пам'ятник Тарасові Шевченку — одне із найулюбленіших місць проведення проукраїнських акцій та збору патріотично налаштованих жителів Краматорська.
- 20 травня 2021 року, пам'ятник вдягли у вишиванку[2].